# Michael Harrison
Michael Harrison (25 de abril de 1907 – 13 de septiembre de 1991) fue el seudónimo más conocido del escritor inglés Maurice Desmond Rohan Harrison, autor, principalmente, de novelas de fantasía y de detectives.

## Biografía
Michael Harrison nació en Milton, Kent, Inglaterra, el 25 de abril de 1907. Sus padres fueron George Stanley Harrison y Veronica Downes. Realizó sus estudios en la Universidad de Londres y, por un corto tiempo, durante la Segunda Guerra Mundial, fue parte del servicio de inteligencia militar británica.
Publicó diecisiete novelas entre 1934 y 1954, después comenzó a escribir ficción detectivesca. Escribió pastiches del Sherlock Holmes de Conan Doyle y del C. Auguste Dupin de Poe y fue un destacado estudioso de Sherlock Holmes. Su trabajo más exitoso, In the Footsteps of Sherlock Holmes, fue publicado en 1958. Por su obra Weep for Lycidas recibió el premio Occident Prize en 1934.

## Obra
Entre su prolífica obra se encuentran los siguientes títulos:
- What are We Waiting For? (1939)
- There's Glory For You! (1949).
- At the Heart of It (1953)
- Getaway (1955)
- In the Footsteps of Sherlock Holmes (1958)
- The Vanished Treasure (1965)
- The Mystery of the Fulton Documents (1965)
- The Man in the Blue Spectacles (1966)
- The Mystery of the Gilded Cheval-Glass (1967)
- The Fires in the Rue St. Honoré (1967)
- The Murder in the Rue Royale (1968)
- The Facts in the Case of the Missing Diplomat (1968)
- Some Very Odd Happenings at Kibblesham Manor House (1969)
- Pull Devil, Pull Baker! (1969)
- (Cuthbert) Lyndon Parker (1965)
- Dupin: The Reality Behind the Fiction (1968)
- Clarence: The life of H.R.H. the Duke of Clarence and Avondale (1864–1892) (1972)